# Agathia dimota
Agathia dimota är en fjärilsart som beskrevs av Louis Beethoven Prout 1911. Agathia dimota ingår i släktet Agathia och familjen mätare. Inga underarter finns listade i Catalogue of Life.